# متس ویفر
متس ویفر (زاده ۱۶ نوامبر ۱۹۹۹) یک بازیکن فوتبال اهل هلند است. که در پست هافبک برای باشگاه فوتبال برایتون اند هوو آلبیون در لیگ برتر فوتبال انگلستان بازی می‌کند.